# Friedrich Wieck
Pour les articles homonymes, voir Wieck.
Johann Gottlob Friedrich Wieck (18 août 1785 à Pretzsch près de Wittemberg - 6 octobre 1873 à Loschwitz près de Dresde) est l'un des plus célèbres professeurs de piano de son temps.
Sa passion pour cet instrument l'amène à fonder sa propre fabrique de pianos et une fondation destinée à en prêter aux jeunes espoirs.
De son mariage avec la chanteuse Marianne Tromlitz, qui le quitte en 1824, il a une fille, Clara, née en 1819, qui sera la première bénéficiaire de son remarquable enseignement. Parmi ses élèves, on compte aussi Hans von Bülow et Robert Schumann.
Quand ce dernier et Clara s'éprennent l'un de l'autre, il s'oppose violemment à l'idylle avec ce musicien de génie mais encore obscur qui contrecarre les ambitions qu'il nourrit pour sa fille. Allant jusqu'à calomnier son futur gendre qui lui fait un procès et le gagne, c'est contraint et forcé qu'il finit par céder la main de sa fille en 1840.